# اروین سالادینو
اروین سالادینو (انگلیسی: Irving Saladino؛ زادهٔ ۲۳ ژانویهٔ ۱۹۸۳) ورزشکار دو و میدانی پرش طول اهل پاناما است.